# Nistorești
Nistorești es una comuna ubicada en el distrito de Vrancea, Rumania.

## Superficie
Posee una superficie de 250,6 kilómetros cuadrados.

## Demografía
Hasta 2021 la población era de 1840 habitantes, con una densidad de población de 7,342 habitantes por kilómetro cuadrado.